# حمزه لو سفلی
حمزه لو سفلی، روستایی از توابع بخش زند شهرستان ملایر در استان همدان ایران است.

## جمعیت
این روستا در دهستان کمازان وسطی قرار دارد و براساس سرشماری مرکز آمار ایران در سال ۱۳۹۵، جمعیت آن ۱۱۲ نفر (۳۴خانوار) بوده‌است.